# Sonya Levien
Sonya Levien fou una guionista estatunidenca d'origen rus, nascuda Sara Opesken a Panemunėlis — Panemunek en jiddisch — (llavors part de l'Imperi Rus, actualment a Lituània el 25 de desembre de 1888, traspassada a Los Angeles — districte de Hollywood (Califòrnia, Estats Units) el 19 de març de 1960.

## Biografia
Sara Opesken (Sonya és un diminutiu rus) va néixer a Panemunek, un petit poble a la Zona de Residència el 25 de desembre de 1888 (després canviaria la data a 1898.) Era la filla gran de Julius (nascut pels volts de 1863) i Fanny (nascuda vers el 1865), Sonya tenia dos germans, Arnold i Max.
Durant aquest període, les autoritats russes mantenien un ull vigilant sobre els ciutadans, especialment els jueus amb afiliacions radicals. El pare de Sonia tenia una connexió remota amb un diari radical, així com un cert acord amb les idees anarquistes de príncep Piotr Kropotkin. Julius Opesken també es va unir a un cercle d'estudi naródniki abans de ser detingut i enviat a treballar a les mines de Sibèria. Mentre el seu pare complia la condemna,la família Opesken va anar a viure amb el pare de Julius, un rabí, que va destacar la importància del llenguatge a una jove Sonia. El seu avi la va instruir en rus, francès, alemany, i hebreu, i també la va animar a llegir el Talmud i el Xulhan Arukh com a guia de referència diària.
El 1891, el seu pare va escapar de l'exili i es va dirigir als Estats Units: va decidir prendre el cognom del seu salvador alemany, Levien. Va portar la resta de la seva família al llarg de 1896, i es van reunir amb ell al Lower East Side de Manhattan. No eren els únics jueus de Rússia entre 1891 i 1900: de fet, en aquests nou anys, més de 150.000 jueus van arribar a Nova York. Un cop instal·lats als Estats Units, els seus pares van tenir dos fills més, Edward i Nathan. La família va rebre els seus papers de naturalització el 1905.
Després d'haver escrit algunes històries per a revistes, Sonya Levien debuta al cinema el 1919 (com a autora d'una història adaptada). Col·labora en setanta-dos films estatunidencs fins al 1960, any de la seva mort, com a guionista principalment, però també com a autora d'històries originals.
El 1956, Sonya Levien guanya un Oscar al millor guió original per Interrupted Melody (1955). Anteriorment, el 1934, havia tingut una nominació a l'Oscar al millor guió adaptat, per State Fair (1933). Val a dir que també va participar el 1945 en l'adaptació d'aquesta última, sota la forma de film musical (que serà objecte d'un remake el 1962, on se l'acredita en genèric per aquesta adaptació del 1945) — vegeu l'apartat "Filmografia .

## Filmografia seleccionada
- Salome of the Tenements (1925)
- The Princess from Hoboken (1927)
- A Ship Comes In (1928)
- The Power of the Press (1928)
- Behind That Curtain (1929)
- Lucky Star (1929)
- So This Is London (1930)
- The Brat (1931)
- Delicious (1931)
- Cavalcade (1933)
- State Fair (1933)
- Change of Heart (1934)
- The White Parade (1934)
- In Old Chicago (1937)
- Four Men and a Prayer (1938)
- The Cowboy and the Lady (1938)
- Drums Along the Mohawk (1939)
- The Hunchback of Notre Dame (1939)
- The Valley of Decision (1945)
- State Fair (1945)
- The Green Years (1946)
- Quo Vadis (1951)
- The Merry Widow (1952)
- The Student Prince (1954)
- Interrupted Melody (1955)
- Oklahoma! (1955)
- Bhowani Junction (1956)
- Jeanne Eagels (1957)
- State Fair (1962)

## Premis
- Oscar al millor guió original (compartit amb William Ludwig) el 1956, per Interrupted Melody.